# Krutohorb, Haisîn
Krutohorb (în ucraineană Крутогорб) este un sat în comuna Kuna din raionul Haisîn, regiunea Vinnița, Ucraina.

## Demografie
Componența lingvistică a localității Krutohorb
     Ucraineană (97,68%)
     Rusă (2,32%)
Conform recensământului din 2001, majoritatea populației localității Krutohorb era vorbitoare de ucraineană (97,68%), existând în minoritate și vorbitori de rusă (2,32%).